# Heftetjernita
La heftetjernita és un mineral de la classe dels òxids que pertany al grup de la wolframita. Rep el seu nom en honor de la pegmatita Heftetjern, la seva localitat tipus.

## Característiques
La heftetjernita és un òxid de fórmula química ScTaO₄. Cristal·litza en el sistema monoclínic en forma de cristalls subparal·lels alalrgats, de tabulars en {100} a colummnars, de fins a 0.4 mm. La seva duresa a l'escala de Mohs és 4,5. El ScTaO₄ es coneixia com a compost sintètic des dels anys 60. La heftetjernita és l'anàleg amb tàntal del també sintètic ScTNbO₄, que es creu que també pot ser que existeixi com a mineral.
Segons la classificació de Nickel-Strunz, la heftetjernita pertany a «04.DB - Metall:Oxigen = 1:2 i similars, amb cations de mida mitjana; cadenes que comparteixen costats d'octàedres» juntament amb els següents minerals: argutita, cassiterita, plattnerita, pirolusita, rútil, tripuhyita, tugarinovita, varlamoffita, byströmita, tapiolita-(Fe), tapiolita-(Mn), ordoñezita, akhtenskita, nsutita, paramontroseïta, ramsdel·lita, scrutinyita, ishikawaïta, ixiolita, samarskita-(Y), srilankita, itriocolumbita-(Y), calciosamarskita, samarskita-(Yb), ferberita, hübnerita, sanmartinita, krasnoselskita, huanzalaïta, columbita-(Fe), tantalita-(Fe), columbita-(Mn), tantalita-(Mn), columbita-(Mg), qitianlingita, magnocolumbita, tantalita-(Mg), ferrowodginita, litiotantita, litiowodginita, titanowodginita, wodginita, ferrotitanowodginita, wolframowodginita, tivanita, carmichaelita, alumotantita i biehlita.

## Formació i jaciments
La heftetjernita va ser descoberta a la pegmatita Heftetjern, a Tørdal (Drangedal, Telemark, Noruega). Es tracta de l'únic indret on ha estat trobada aquesta espècie mineral.